# Sallee-Kereszturi Barbara
Sallee-Kereszturi Barbara (Zalaegerszeg, 1968. december 16. –) humánökológus, oktató, korábbi polgármester.

## Életrajza
1994-től fordító, oktató, ökológiai tanácsadó vállalkozást vezet, amely a fenntartható fejlődés gyakorlati megvalósítására törekszik. 2002 és 2006 között a svájci Appenzelli Gimnáziumban volt földrajz tagozatvezető, 2002-től a Geographical Application oktatási módszertan fejlesztőjeként és bevezetőjeként dolgozott Svájcban. Több mint 25 évet töltött ott, 2007-ben költözött haza férjével. 2006-tól a Tanuló Térség Projekt és a Hegymagasi és Szent György-hegyi mintaprojekt vezetője volt. 2008 és 2010 kuratóriumi elnöke volt a Hegymagas Községért Közalapítványnak, 2010 és 2014 között Hegymagas polgármestere. A Badacsony Hegyért Alapítvány kuratóriumi tagja és a Mayor's Band, a polgármesterek jazz zenekarának énekese. A 2015-ös tapolcai időközi választáson az LMP országgyűlési képviselőjelöltje.